# Sceloporus dugesii
Espèce
Synonymes
- Sceloporus intermedius Dugès, 1877
- Sceloporus dugesii intermedius Dugès, 1877
- Sceloporus westphalii Dugès, 1877
- Sceloporus pleurolepis Günther, 1890

Statut de conservation UICN

 LC  : Préoccupation mineure
Sceloporus dugesii est une espèce de sauriens de la famille des Phrynosomatidae.

## Répartition
Cette espèce est endémique du Mexique. Elle se rencontre dans les États de Nayarit, de Colima, de Guanajuato, du Michoacán, du Querétaro, du Jalisco et de San Luis Potosí.

## Étymologie
Cette espèce est nommée en l'honneur d'Alfredo Dugès.

## Publication originale
- Bocourt, 1873 : Notes sur quelques espèces nouvelles d'iguaniens du genre Sceloporus. Annales des sciences naturelles, Zoologie et biologie animale, ser. 5, vol. 17, no 10, p. 1-2 (texte intégral).